# Monica Calzetta
Mónica Calzetta Ruiz (Ginevra, 29 novembre 1972) è una scacchista spagnola, Grande Maestro Femminile.

## Biografia
Nata da padre italiano (Carlo, originario di Cassino) e madre spagnola (Lola Ruiz), quando aveva sei anni si trasferì con la famiglia in Spagna a Palma di Maiorca, dove risiede tuttora. 
Imparò a giocare a scacchi all'età di 11 anni e dopo due anni iniziò le competizioni. Il primo successo arrivò nell'estate del 1986, quando vinse all'età di 14 anni il campionato spagnolo under-16 a squadre (con il club delle isole Baleari), ottenendo la medaglia d'oro individuale in prima scacchiera. È sposata con il Maestro Internazionale spagnolo Sergio Estremera Panos. 
Fa parte da molti anni del Club Mallorca Isolani di Palma di Maiorca, del quale è la giocatrice di punta.

## Principali risultati
Sette volte vincitrice del Campionato spagnolo femminile (1997, 2000, 2002, 2004, 2005, 2007 e 2009). 
Nove volte componente della nazionale femminile spagnola alle Olimpiadi: Manila 1992, Mosca 1994, Erevan 1996, Istanbul 2000, Calvià 2004, Torino 2006, Dresda 2008, Khanty Mansiysk 2010. 
Ha partecipato a sette campionati europei a squadre con la nazionale spagnola: Pola 1997, Batumi 1999, León 2001, Plovdiv 2003, Göteborg 2005, Creta 2007, Novi Sad 2009.
Cinque volte vincitrice col club di Montpellier del campionato francese femminile a squadre: 1998, 1999, 2000, 2001 e 2002. 
Altri risultati di rilievo:  
- 1992  - vince ad Anversa con la nazionale spagnola il campionato del mondo universitario a squadre; 4ª nel campionato individuale
- 1995  - vince lo zonale europeo di Chambéry, ottenendo il titolo di WIM e accedendo all'Interzonale di Chișinău[3]
- 1999  - vince lo zonale europeo di Saint Vincent e si qualifica per la fase finale del Campionato del mondo femminile del 2000 a Delhi
- 2003  - in ottobre ottiene il titolo di Grande Maestro Femminile, prima giocatrice spagnola a raggiungere questo risultato
- 2006  - quarta ai campionati del Mediterraneo di Cannes
- 2007  - terza al campionato femminile dell'Unione Europea ad Arvier
- 2008  - quarta nel torneo chiuso di Chambéry (cat. IX), con performance di 2554 punti Elo; quarta nel campionato femminile dell'Unione Europea a Liverpool
- 2010  - seconda nel XV Festival internazionale di Chambéry (vinto dal GM ungherese Jozsef Horvath); vince ad Arvier il campionato femminile dell'Unione Europea.[4]

Dal 2003 partecipa al campionato tedesco a squadre (Bundesliga) con il club Doppelbauer di Kiel.

## Partite notevoli
- Monica Calzetta – K. White, Gibraltar Masters 2005  Scandinava var. Mieses B01
- Anna Muzychuk – Monica Calzetta, Camp. europeo femminile a squadre 2005  Siciliana chiusa B23
- Monica Calzetta – Elisabeth Paehtz, Camp. europeo femminile a squadre 2005  Siciliana chiusa B23
- Eglantina Shabanaj – Monica Calzetta, olimpiadi Torino 2006  gambetto Benko A57
- Monica Calzetta – Corina Peptan, olimpiadi Dresda 2008  Siciliana B25
- Monica Calzetta – Tatiana Lematchko, Campionato europeo 2008  Spagnola var. Wormald C77
- Ove Weiss Hartvig – Monica Calzetta, Gibtelecom 2009  Siciliana B32
- Monica Calzetta – Clement Sreeves, Gibtelecom 2011  Siciliana dragone B72